# Eclissi solare del 2 agosto 2046
L'eclissi solare del 2 agosto 2046 è un evento astronomico che avrà luogo il suddetto giorno attorno alle ore 10:21 UTC.